# Ascidiella senegalensis
Ascidiella senegalensis is een zakpijpensoort uit de familie van de Ascidiidae. De wetenschappelijke naam van de soort is voor het eerst geldig gepubliceerd in 1914 door Michaelsen.